# Přímá daň

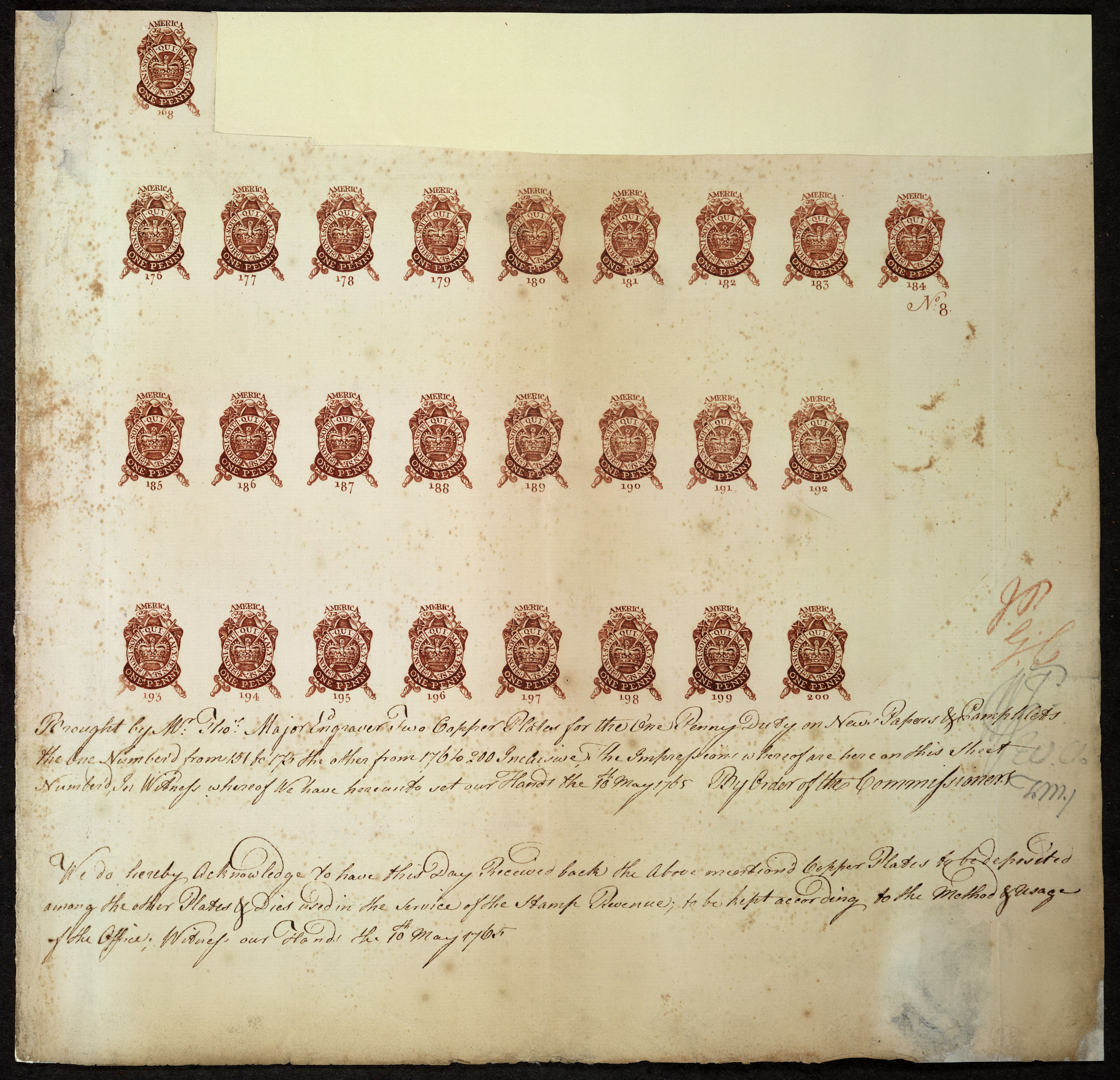
1765 - kolkový zákon vytvořil přímou daň ve výši jednoho centu za list novinového papíru a požadoval, aby noviny byly vytištěny na kolkovaný papír zakoupený z vládních zdrojů

Přímá daň je zákonem určená povinná platba do státního rozpočtu, která se od nepřímé daně liší skutečností možné přesné definice subjektu, jenž bude tuto daň platit. Přímá daň patří spolu s nepřímou daní mezi dva základní druhy daní. Jedná se o daň, která je přímo adresována konkrétním osobám. Plátcem přímé daně je konkrétní osoba neboli daňový subjekt. U zaměstnaných osob za ně většinou daň odvádí jejich zaměstnavatel, který daň odvádí přímo z jejich výplaty, ale například živnostník je povinen vždy jednou za rok podat daňové přiznání a zaplatit státu daň z příjmu. Její výše bývá stanovována z majetku tohoto subjektu nebo z jeho příjmů. Snahou vlád států na celém světě je formou daňových reforem tento typ daní snižovat na úkor zvyšujícího se podílu nepřímých daní. Přímé daně lze rozdělit do dvou skupin, a sice na daně z příjmů, kam se řadí daně z příjmů fyzických i právnických osob, a na daně majetkové, mezi něž se řadí daň z nemovitostí (jak z pozemků, tak ze staveb), dále daň silniční a daně převodové (tedy daň dědická, darovací a z převodu nemovitostí).

## Rozdělení přímých daní

### Daň zpříjmů fyzických osob
Povinnost k dani z příjmů fyzických osob se řídí zákonem č. 586/1992 Sb., o daních z příjmů, ve znění platném pro daný rok. Spolu s daní z přidané hodnoty a daní z příjmů právnických osob se řadí k nejvýznamnějším zdrojům státního rozpočtu. Jejím poplatníkem jsou fyzické osoby, které mají své trvalé bydliště na území České republiky nebo se na jejím území zdržovali alespoň 183 dní v roce (ti daní příjmy se zdrojem jak v České republice, tak v zahraničí), a dále ostatní (tedy nerezidenti), jež zdaňují pouze příjmy se zdrojem v České republice. Tato daň je tak adresná, její výše je pro poplatníka snadno definovatelná a ani realizace výběru této daně není obtížná. Lze u ní též využít solidárních prvků, tedy zohlednit rodinné (manželka, děti), dále zdravotní (například invalidní důchod) nebo sociální (student či zaměstnávání osob se změněnou pracovní schopností) poměry plátce. Do její výše se promítá také skutečnost, zda poplatník přispívá na prospěšné účely (tedy dává dary) nebo zda přispívá do pojišťovacích systémů (na penzijní připojištění nebo životní pojištění).
Daň se odvádí z jednotlivých druhů příjmů fyzických osob. Výše odvodu se stanovuje ze součtu dílčích základů daně (jejích jednotlivých částí), od kterého se odečítají nezdanitelné části a odečitatelné položky. Jednotlivými dílčími základy daně jsou:
- příjmy ze závislé činnosti a funkční požitky, kam se řadí mzdy a také platy nebo odměny pocházející z dohod o provedení práce a o pracovní činnosti)
- příjmy nabyté podnikáním nebo jinou výdělečnou činností zahrnují například příjmy ze zemědělské výroby či ze živnosti. Řadí se sem také odměny umělcům a sportovcům, nebo příjmy tlumočníků, popřípadě advokátů a soukromých lékařů
- příjmy pocházející z kapitálového majetku, tedy dividendy, úroky z vkladů či podíly na zisku
- ostatní příjmy, mezi něž patří výhry v loterii nebo z příležitostného pronájmu movitých věcí

Pro každou kategorii se specifickým způsobem stanoví dílčí základ daně a jejich součet, ponížený o nezdanitelné a odečitatelné položky, tvoří základ daně.
Slevy na poplatníka
Při výpočtu daně z příjmu fyzických osob lze využít daňové slevy – sleva na poplatníka, sleva na manželku, sleva na studenta, sleva na invaliditu prvního a druhého stupně, sleva na invaliditu třetího stupně, sleva na průkaz ZTP/P, školkovné, sleva na evidenci tržeb, … Slevy na dani snižují přímo vypočtenou daň z příjmu.
Sleva na poplatníka za rok 2022 činí 30 840 korun, přepočteno na měsíc sleva činí 2 570 korun. Každý daňový poplatník může využít základní slevu na dani, podmínkou je mít alespoň po část roku zdanitelné příjmy. Stejná sazba platí i pro pracující důchodce.
Sleva na studenta je dostupná pracujícím studentům na DPČ, DPP, HPP, VPP spolu se základní slevou na poplatníka. Studenti tak čerpají dvě slevy na dani současně. Za rok 2022 činí základní sleva na studenta 4 020 korun ročně, tj. 335 korun na měsíc. Společně tedy se základní slevou na dani uplatní studenti slevu na dani ve výši 34 860 korun, tj. 2 905 korun na měsíc.
Další ze slev na dani je sleva na manželku/manžela. Tato sleva lze uplatnit na vyživovanou manželku/manžela. Speciální výši slevy na dani mají i držitelé průkazu ZTP/P a lidé s přiznaným invalidním důchodem. Zde se rozlišuje invalidita II. a II. stupně a zvlášť invalidita III. stupně.  

### Daň zpříjmů právnických osob
Oproti dani z příjmů fyzických osob jsou poplatníkem daní z příjmu právnických osob subjekty založeny právním aktem. Zdanění příjmů právnické osoby se liší na základě jejích cílů. Daň z příjmu právnických osob upravuje zákon č. 586/1992 Sb., konkrétně druhá část tohoto zákona (paragrafy 17 až 21).
Jako předmět tohoto typu daně jsou považovány příjmy (výnosy) z veškeré činnosti a z nakládání s veškerým majetkem. Sazba této daně v České republice je v roce 2020 19 % a základním zdaňovacím obdobím je kalendářní rok. Jako další zdaňovací období může být určen hospodářský rok nebo účetní období, pokud je delší než 12 měsíců. Daňové přiznání k dani z příjmu právnických osob za stanovené období se podává nejpozději do 3 měsíců po uplynutí tohoto období (podle § 136 odst. 1 daňového řádu).

### Daň z nemovitých věcí
Daň z nemovitých věcí souhrnně označuje dvě různé daně, a to daň z pozemků a daň ze staveb a jednotek. Každý rok je touto daní zdaňováno vlastnictví nějaké nemovité věci (podle nového občanského zákoníku jsou jako nemovité věci označovány takové věci, jež není možné přesunout bez toho, aby byla porušena jejich podstata) vedených v katastru nemovitostí a nacházejících se na území České republiky. Příjemcem výnosů z tohoto typu daní jsou výlučně obce, ale správu výběru daní zaštiťuje stát pomocí finančních úřadů. Daň z pozemku i daň ze staveb a jednotek se stanovuje samostatně.
Zdaňovací období představuje jeden rok a poplatníci jsou povinni podat daňové přiznání do 31. ledna období, které se zdaňuje (tedy pokud se podává daňové přiznání za rok 2020, musí být podáno nejpozději do 31. ledna 2020). Tento typ daní se jako jediný podává dopředu.
Výpočet daně z nemovitých věcí se skládá ze dvou částí, nejprve se vypočítá daň za pozemky, následně daň za stavby. Finální daň určují metry čtvereční vlastněné nemovitosti a příslušně koeficienty, které byly státem pro daný typ nemovitosti určeny.

#### Daň z pozemků
Poplatníkem daně z pozemků je vlastník pozemku. Pokud se jedná o pozemky ve vlastnictví různých fondů, jsou poplatníky právě tyto fondy.
Podle zákona jsou osvobozeny od daně z pozemků mimo jiné pozemky ve vlastnictví České republiky nebo obce, diplomatických zástupců, konzulů a dalších osob s diplomatickou imunitou. Dále jsou osvobozeny pozemky s kulturními památkami, církvemi, obecně prospěšnými společnostmi a organizacemi zaměstnavatelů, muzei, knihovnami, archivy, zařízeními sociálních služeb a dalšími organizacemi, jakou jsou např. školy zapsané v školském rejstříku. Osvobozeny jsou také pozemky určené pro úpravu odpadů, asanaci a rekultivaci skládek odpadů nebo kontaminovaných pozemků, či vodní zdroje.
Základ daně z pozemku se zjišťuje, jde-li o zahradu, ornou půdu či vinici, jako cena pozemku vynásobením skutečné výměry pozemku v m2 průměrnou cenou za 1 m2. Sazby daně se liší podle typu pozemku.

#### Daň ze staveb a jednotek
Předmětem daně ze staveb a jednotek je zdanitelná stavba, jako je dokončená nebo užívaná budova nebo inženýrská budova, a také zdanitelná jednotka, jako je dokončená nebo užívaná jednotka.
Od daně ze staveb a jednotek je osvobozeno několik výjimek. Stavby a jednotky, které jsou vlastněny státem, obcemi nebo zahraničními zastupiteli užívajícími diplomacie jsou od této daně osvobozeny. Také jsou osvobozeny památkové objekty a stavby, které slouží náboženským společnostem, obecně prospěšným společnostem, organizacím zaměstnavatelů a odborům, a to bez ohledu na to, zda jsou občany České republiky. Další výjimky zahrnují stavby, které slouží k vodárenství, kanalizaci, závlaze, teplárnám a distribučním soustavám. Kromě toho jsou osvobozeny stavby, které slouží školám, zařízením péče o děti do 3 let věku, muzeím a galeriím, knihovnám a veřejným archivům.
U zdanitelné stavby se je základem daně výměra zastavěné plochy v m2 podle stavu k 1. lednu zdaňovacího období. Jde-li o upravenou podlahovou plochu, liší se koeficienty násobení 1 m2 dané plochy. 

### Daň z nabytí nemovitých věcí
Daň z nabytí nemovitých věcí se vázala na vlastnictví majetku a výnos této daně náležel v plné výši do rozpočtu města, na jehož území se nemovitá věc nacházela. Tato daň byla do sbírky zákonů zavedena 9. října 2013 namísto daně z převodu nemovitosti. Poplatníkem této daně byl nabyvatel vlastnického práva k nemovité věci. Předmětem této daně byly nemovitosti nacházející se na území České republiky. Od daně z nabytí nemovitých věcí byly osvobozeny novostavby rodinných domů i pozemky a práva stavby k nim náležící. Toto osvobození bylo platné pouze v případě, že k nabytí vlastnického práva došlo nejpozději do 5 let ode dne, kdy byla daná nemovitost označena za uživatelnou.
Tato daň byla zrušena 15. září 2020 zákonem č. 386/2020 Sb.

### Silniční daň
Předmětem silniční daně v České republice jsou všechna motorová vozidla, která jsou používána k podnikání. Provozovatel vozidla, který je zapsán v technickém průkazu, je poplatník i plátce.
Zdaňovacím obdobím je 1 rok a daň je placena ve 4 zálohách, a to 15. dubna, 15. července, 15. října a 15. prosince. Daňové přiznání pak musí být podáno do konce ledna následujícího roku.
Sazba daně se liší u osobních a nákladních automobilů. Pro osobní automobily se daň odvíjí od objemu motoru a objemu válců v motoru, u nákladních automobilů se pak kouká na hmotnost celého vozidla a počet náprav. V minulosti mohli vlastnící využít slevu podle emisní normy, v současné chvíli tato sleva neplatí, ale byly zavedeny slevy na všechna vozidla podle data registrace. Nejvyšší slevu 48 % lze uplatnit po dobu prvních třech let, následující tři roky se sleva snižuje na 40 %, další tři roky na 40 % a následně 25 % opět po dobu tří let. Naopak vozidla, která mají první registraci starší než z 31. 12. 1989, mají daň zvýšenou o 25 %. Existují výjimky, kdy jsou vlastnící vozidel od silniční daně osvobozeni, jedná se např. o vozidla kategorie L1 (méně než čtyři kola), vozidla používaná ozbrojenými silami a vozidla, která mají elektrický nebo hybridní pohon.

### Darovací daň
Darovací daň se odvádí z darování, tedy bezúplatného nabytí majetku. Plátcem daně je osoba, která byla obdarována. Sazba této daně je určena na základě komplexního schématu, které bere v potaz např. stupeň příbuzenské skupiny a finanční výši nabytého majetku. Darovací daň byla zrušena zákonem o daních z příjmů roku 2014. Od roku 2014 jsou dary zahrnuty pod daň z příjmů jako bezúplatný příjem a jsou v následujícím roce daněny stejnou sazbou jako ostatní příjmy, které pro fyzické osoby činí 15 % a pro právnické osoby 19 %, v případě, že nejsou od daně z příjmů osvobozeny.
Dary osvobozené od daně z příjmu
Od daně z příjmů jsou osvobozené dary, jejichž hodnota od jednoho dárce nepřesáhne částku 15.000 Kč za rok (zdaňovací období) bez ohledu na to, kdo je dárcem. Bez ohledu na výši daru, jsou vždy od daně z příjmů osvobozeny dary a příjmy:
1. od příbuzného v linii přímé a linii vedlejší, tj. dary od rodičů, prarodičů, dětí, vnoučat, manžela, sourozence, strýce, tety, synovce nebo neteře, manžela dítěte, dítěte manžela, rodiče manžela nebo manžela rodičů,
2. od osob, se kterými obdarovaný před získáním daru žil alespoň jeden rok ve společné domácnosti, a z tohoto důvodu pečoval o domácnost nebo byl výživou odkázán na tuto osobu,
3. ze svěřenského fondu z majetku, který byl do svěřenského fondu vyčleněn osobou uvedenou v bodě 1) nebo 2) nebo přímo příjemcem.

### Dědická daň
Dědická daň vzniká nabytím majetku děděním ať už ze závěti, nebo ze zákona. Podstatné je státní občanství a místo trvalého pobytu zůstavitele v den jeho úmrtí. Poplatníkem tohoto typu daně je dědic, který nabyl určitý podíl z dědictví. Po soudním zahájení dědického řízení, notář ocení majetek a kontaktuje jak zákonem, tak závětí zahrnuté osoby. Od dědické daně je odpuštěno v případě, že výše majetku nepřesahuje 100 Kč, nebo je majetek odkázán obcím, krajům, nebo církvi. Avšak majetek a příjmy, které člověk nebo právnická osoba získá dědictvím, již nejsou daněné dědickou daní. Od roku 2014 dědictví patří mezi bezúplatné příjmy, které jsou osvobozené od daně podle zákona o dani z příjmů. Nadále je však potřeba za dědictví platit notáři jako soudnímu komisaři v dědickém řízení. Přiznání k dani dědické by se podávalo pouze v případech, kdy se jedná o dědictví z minulosti, kdy byl majetek a příjmy daněny dědickou daní (před rokem 2014), které není osvobozené od dědické daně.
Výše dědické daně se počítala jako cena majetku, která je v dědickém řízen určena a kterou dědic smrtí zůstavitele nabyl. Z ceny se odečetly prokázané dluhy zůstavitele, které jsou součástí dědictví, které dědic nabyl. Od ceny majetku byly též odečteny přiměřené náklady spojené s pohřbem zůstavitele. 

## Porovnání přímé a nepřímě daně
Jelikož je přímé zdanění založeno na platební schopnosti daňových poplatníků, vede k rovnosti a spravedlnosti. V případě progresivního daňového systému je každý poplatník zdaněn odlišně v závislosti na jeho příjmu. Další výhodou přímé daně je, že vláda a daňový poplatník znají částku, kterou obdrží a zaplatí, ještě před výběrem daně. Tak mají daňoví poplatníci možnost plánovat svůj vlastní rozpočet a spořit. Vláda je na základě přesných sazeb přímých daní schopna plánovat státní rozpočet. Přímé zdanění a zejména daň z příjmu působí jako automatické stabilizátory. Nevýhody přímých daní je nákladné vybírání, zejména nákladná administrativa. Provoz úřadu pro výběr daní s sebou nese určité administrativní náklady (např. vedení evidence příjmů obyvatel), zejména při uplatňování rozdílných daňových sazeb.
S přímým zdaněním je navíc spojeno obcházení daní (daňové úniky, daňové ráje, …). U nepřímých daní se často daňové úniky realizovat nedají, jelikož daň je již součástí ceny. Přímé daně mohou přispět ke snižování inflace. Ta totiž je mimo jiné způsobena rostoucími nepřímými daněmi. Na rozdíl od přímých daní je však příjem z nepřímých daní efektivnější a jednodušší. 

## Dělení přímých daní
Důchodové 
- Daň z příjmů fyzických osob (DPFO)
- Daň z příjmů právnických osob (DPPO)

Majetkové
- Daň z nemovitých věcí
  - daň z pozemků
  - daň ze staveb a jednotek
  - darovací daň
  - dědická daň
- Daň z nabytí nemovitých věcí
- Silniční daň

Daně přímé platí poplatník (fyzická nebo právnická osoba z jehož peněz je daň placena) na úkor svého důchodu, platba je nepřenositelná.

## Nepřímá daň
Nepřímá daň se liší od přímé daně tím, že není možné předem jednoznačně určit subjekt, který bude jejím plátcem, navíc poplatníka a plátce nepředstavuje stejná osoba. Nepřímé daně jsou daně, které platíme v rámci plateb za jednotlivé druhy zboží či služeb. Nepřímá daň bývá také často označována jako daň ze spotřeby, protože je zahrnuta v ceně zboží nebo služeb, které si daný poplatník pořizuje. Poplatník zaplatí cenu zboží nebo služby včetně daně obchodníkovi, u kterého nakupuje, a ten ji následně uhradí státu. Rozlišujeme dva základní typy nepřímé daně, a to typ selektivní, ten se týká pouze vybraných druhů zboží (např. daň spotřební), nebo typ univerzální ten se týká veškerého zboží (např. daň z přidané hodnoty). Nepřímé daně jsou mnohem častější než daně přímé a tvoří podstatnější část příjmů České republiky i Evropské unie.
Mezi výhodami nepřímých daní můžeme zmínit například jejich stabilitu a předvídatelnost, jednoduchost výběru oproti daním přímým a fakt, že všichni platí stejnou částku. Nepřímé daně jsou navíc skryty v ceně produktu a nevyvolávají u poplatníků tak negativní emoce jako daně přímé. Oproti tomu jako negativa nepřímých daní můžeme označit jejich jednorázové zvyšování cen nebo nenápadnost.
Jedním z typů nepřímých daní je spotřební daň, kterou stát zavádí, aby mohl regulovat cenu určitých komodit na trhu, a to buď za účelem zvýšení příjmů pro státní rozpočet, nebo snížení kupovaného množství daného zboží, jehož spotřeba je pro společnost škodlivá. Daň z přidané hodnoty (DPH), představuje další typ nepřímé daně. Tuto daň platí všichni při nákupu zboží a služeb.